# Eddie Cahill
Edmund Patrick "Eddie" Cahill (Nova Iorque, 15 de janeiro de 1978) é um ator dos Estados Unidos da América. Eddie é descendente de italianos e irlandeses.
Seu papel mais conhecido é do Det. Don Flack na série de televisão CSI: NY. Interpretou o personagem Sam na série Under The Dome, de Stephen King. Ele também interpretou Mike Dolan no seriado Glory Days. Eddie já fez participações especiais em várias séries como Sex and the City, Charmed, e Law & Order: Special Victims Unit, também fez uma participação em Friends, onde interpretou Tag Jones, um assistente de Rachel. No cinema, ele interpretou o jogador de hockey Jim Craig no filme Miracle.

## Biografia
Cahill nasceu na cidade de Nova Iorque. Ele é o filho do meio, ele tem uma irmã mais velha e uma mais nova. Eddie é de ascendência irlandesa por parte de seu pai, um corretor da bolsa, e de ascendência italiana por parte de sua mãe, uma professora de escola primária.
O ator se formou na Byram Hills High School, em Armonk, Nova York, em 1996. Eddie frequentou a universidade Skidmore College em Saratoga Springs e a Atlantic Theater Company (Companhia de Teatro Atlantic) parte da Tisch School of the Arts.
Cahill se casou com sua namorada Nikki Uberti em Los Angeles em 12 de julho de 2009. Ela é maquiadora, ex-modelo e ex-esposa do fotografo Terry Richardson. O casal teve um bebê em dezembro de 2009. Em seu ombro direito o ator tem uma tatuagem do nome de sua esposa em um coração com uma flecha através dele e uma andorinha em cima.
Cahill é um ávido fã do time de hóquei New York Rangers. Ele até escreveu um Blog na NHL Celeb por três temporadas.

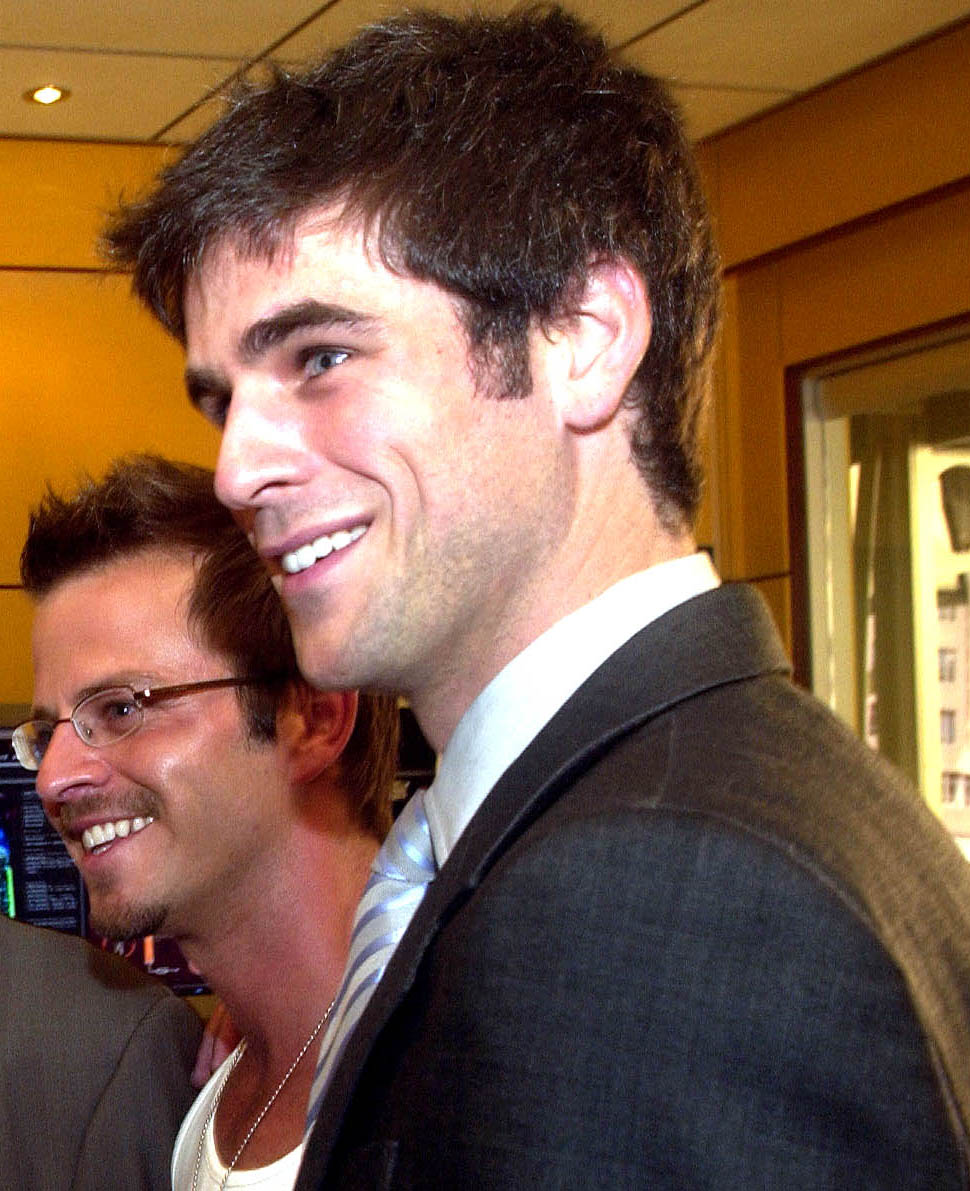
Cahill em 2005

## Filmografia

### Televisão
| Período   | Título            | Personagem         | Notas |
| --------- | ----------------- | ------------------ | --- |
| 2000      | Sex and the City  | Sean               | Episódio 3.04 "Menino, menina, menino, menina ..." |
| 2000-2001 | Friends           | Tag Jones          | Episódios 7.04 "The One with Rachel's Assistant" 7.05 "Aquele com a imagem de engajamento" 7.08 "Aquele em que Chandler não gosta de cães" 7.09 "Aquele com todos os doces" 7.12 "Aquele em que eles ficam acordados a noite toda" 7.14 "Aquele em que todos completam trinta anos" 8.02 "Aquele com o suéter vermelho" |
| 2000      | Charmed           | Sean               | Episódio 3.05 "Visão não vista" |
| 2000      | Felicity          | James              | Episódios 3.09 "James and the Giant Piece" 3.10 "Vamos começar", também conhecido como "Toques finais" 3.11 "E a todos uma boa noite" |
| 2001      | Law and Order:SVU | Tommy Dowd         | Episódio 2.17 "Loucura" |
| 2002      | Glory Days        | Mike Dolan         | Todos os 9 episódios |
| 2002      | Haunted           | Nicholas Trenton   | Episódios 1.07 "Uma excursão de três horas" 1.09 "Simon Redux" |
| 2002      | Dawson's Creek    | Max Winter         | Episódio 6.09 "Tudo junto se desmorona" |
| 2004-2013 | CSI: NY           | Detetive Don Flack | Todos os 197 episódios |
| 2014-2015 | Under The Dome    | Sam Verdreaux      | 26 episódios (2.01-3.13) |
| 2016      | Conviction        | Wallace            | Todos os 13 episódios |
| 2018      | Hawaii Five-0     | Carson Rodes       | Episódio 9.06 "Aia i Hi'ikua; i Hi'ialo" ("Nasceu nas costas; Nasceu nos braços") |
| 2019      | L.A.'s Finest     | Michael Alber      | Episódios 1.12 "Armageddon" 1.13 "Bad Girls" |
| 2019      | NCIS: New Orleans | Eddie Barrett      | Episódios 6.06 "Matthew 5: 9" 6.09 "Condenado" 6.10 "Requital" |

### Cinema
| Ano  | Filme              | Personagem   | Notas                                                                                   |
| ---- | ------------------ | ------------ | --------------------------------------------------------------------------------------- |
| 2004 | Miracle            | Jim Craig    | Bill Ranford dobrou na maior parte da ação no gelo.                                     |
| 2005 | Lords of Dogtown   | Larry Gordon | [ 15 ]                                                                                  |
| 2008 | This is Not a Test | Robert Forte | Cahill trabalhou com os colegas de elenco de CSI: NY, Hill Harper e Carmine Giovinazzo. |
| 2008 | The Narrows        | Nicky Shades | [ 15 ]                                                                                  |
| 2019 | Sextpert Advice    | Sydney       |                                                                                         |